# Ribellione dei Boxer
La ribellione dei Boxer, o rivolta dei Boxer o anche guerra dei Boxer, fu un sollevamento avvenuto in Cina nel 1899, rivolto contro l'influenza colonialista straniera. Fu messo in atto da un grande numero di organizzazioni popolari cinesi, riunite sotto il nome di Yihetuan (cioè Gruppi di autodifesa dei villaggi della giustizia e della concordia).
La rivolta ebbe come base sociale molte scuole di kung fu (identificate come «scuole di pugilato»), che inizialmente adottarono il nome di «pugili della giustizia e della concordia», denominazione che, nei racconti dei missionari, fu resa semplicemente come «boxer».

## Storia

### La Cina alla fine del XIX secolo
Dopo aver sofferto per le guerre dell'oppio e la rivolta dei Taiping, la Cina era stata ulteriormente indebolita dall'aggressione nipponica del 1894-1895, cosicché le grandi potenze l'avevano suddivisa in zone d'influenza. Alla fine del XIX secolo, il risentimento nei confronti degli occidentali giunse al suo apice a causa della continua ingerenza straniera negli affari interni della Cina, con la connivenza passiva dell'imperatrice madre Cixi. Inoltre la cattiva gestione da parte delle potenze straniere dei problemi legati alla siccità fu causa di enormi carestie, che aumentarono il risentimento verso gli occidentali e le classi agiate.
Erano gli anni del grande assalto all'impero di mezzo, in piena decadenza con la dinastia dei Manciù, per strappare concessioni territoriali, zone di influenza, miniere e appalti per la costruzione delle ferrovie. Per la spartizione erano in corsa inglesi, russi, giapponesi, francesi e tedeschi. Sembrava che la Cina stesse per fare la stessa fine dell'Africa: a fine Ottocento erano già 62 gli insediamenti stranieri presenti in Cina. La rabbia derivava non tanto dall'invasione di una nazione sovrana, quanto dalla sistematica violazione delle tradizioni e delle regole di comportamento cinesi, che non veniva perseguita perché di fatto gli Occidentali erano immuni da qualsiasi procedimento.

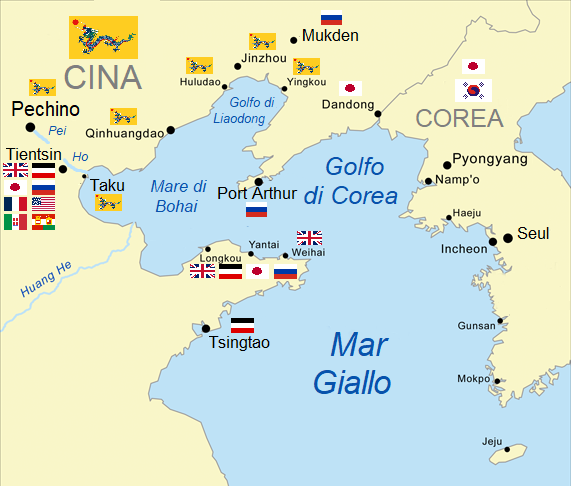
Mappa delle zone della Cina settentrionale sotto controllo straniero o con forte presenza straniera alla vigilia della rivolta dei Boxer

Questo risentimento crebbe fino al punto di portare alla distruzione e alla violenza contro le aziende straniere, i loro dipendenti e persino oggetti quali violini, automobili, linee telefoniche e altri oggetti che si potevano far risalire alla progressiva occidentalizzazione della Cina. Anche se il governo Qing condannò formalmente le azioni violente, non ne perseguì i responsabili. I disordini antioccidentali iniziarono nel 1899, mentre la guerra vera e propria contro le truppe occidentali cominciò nel giugno 1900 e durò fino al 7 settembre 1901, durante gli anni finali dell'impero Manciù in Cina sotto la guida della dinastia Qing.

### Il movimento dei Boxer e la rivolta
Il 5 gennaio 1900 Sir Claude MacDonald, il ministro britannico a Pechino, scrisse al Foreign Office su un movimento chiamato "Boxer" che aveva attaccato proprietà cristiane e convertiti cinesi nello Shandong e nella provincia meridionale di Zhili. Nei primi mesi del 1900 questo "movimento dei Boxer" diede vita a una forte espansione nella parte settentrionale di Zhili, nell'area che circondava Pechino, e i Boxer iniziarono a vedersi persino nella capitale. Alla fine di maggio, i Boxer anticristiani presero una piega anti estera più ampia, e man mano che divennero più organizzati, iniziarono ad attaccare la ferrovia di Pechino a Baoding e a tagliare le linee del telegrafo tra Pechino e Tientsin.
Infatti inizialmente l'organizzazione prese il nome di «Pugno della giustizia e della concordia» (Yihequan) ed in seguito quello di «Gruppo della giustizia e della concordia» (Yihetuan). I Boxer raggruppavano contadini senza terre, carrettieri, artigiani, portatori di sedie, piccoli funzionari, ex soldati. Essi vedevano con autentico terrore l'ampliamento della rete ferroviaria, la costruzione delle linee telegrafiche, la comparsa sulle vie fluviali di navi a vapore, l'apparizione di tessuti e filati fabbricati a macchina. Tutte novità che, nell'immediato, toglievano loro posti di lavoro. Portatori di queste novità erano gli stranieri, in modo particolare gli ingegneri delle ferrovie e delle miniere. Essi erano ferocemente odiati assieme a un'altra categoria, quella dei missionari, cattolici e protestanti. Un testo cinese redatto all'epoca di Mao Zedong spiega che:
(C. Po-tsan, S. Hsun-cheng e H. Hua, Storia della Cina antica e moderna, Editori Riuniti, Roma 1960, pagina 117)
Lo storico britannico Peter Fleming, giungeva alle stesse conclusioni e precisava che le pretese secolari dei missionari cattolici erano senza limiti. In una istanza al trono, presentata il 15 marzo 1899, essi chiedevano che si riconoscessero loro, incondizionatamente e interamente, i diritti politici e i privilegi concessi ai cinesi di altissimo rango: per esempio l'equiparazione dei vescovi ai governatori generali. Fleming commentava così:
(Peter Fleming, La rivolta dei boxers, Dall'Oglio, Varese 1965, pagine 53-54.)

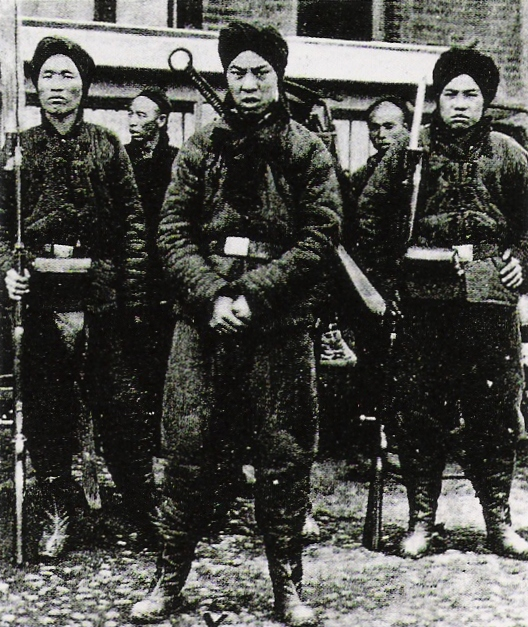
Ribelli Boxer.

I Boxer si batterono da principio, oltre che per la salvaguardia delle tradizioni nazionali contro l'«inquinamento» straniero, anche in difesa dei contadini contro le soperchierie dell'amministrazione imperiale e dei grandi signori cinesi, ma i governanti di Pechino riuscirono poi a incanalare solo contro gli stranieri tutto l'odio dei Boxer. La rivolta iniziò nel nord della Cina come movimento contadino, anti-imperialista e antistraniero. Gli attacchi erano rivolti verso gli stranieri che stavano costruendo le ferrovie e violando il feng shui, e verso i cristiani, considerati responsabili della dominazione straniera in Cina. Nel complesso chi pagò il prezzo più alto furono i cinesi cristiani, molte migliaia dei quali furono uccisi, e in grandissima maggioranza, 18 000, erano cattolici. Iniziata nello Shandong, diffusasi poi nello Shanxi e nell'Hunan, la rivolta dei Boxers raggiunse anche lo Tcheli Orientale Meridionale, allora vicariato apostolico di Xianxian, affidato ai gesuiti, ove i cristiani uccisi si contarono a migliaia. Secondo alcuni storici, in tale vicariato furono uccisi circa 5 000 cattolici, di cui 3 069 identificati, soprattutto nelle province di Shandong e Shanxi.

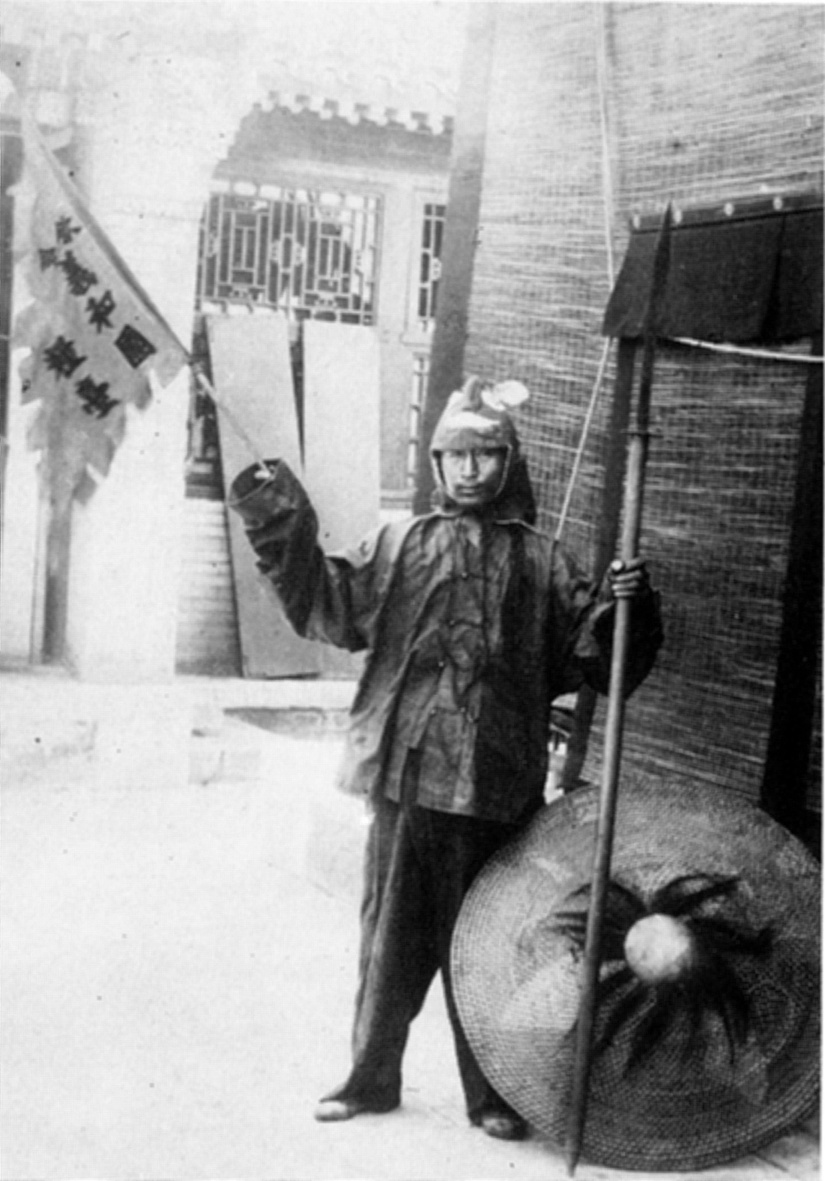
Un Boxer durante la rivolta.

Nel maggio del 1898 una parte dei Boxers – i quali, sostituendo il secondo carattere nella scrittura del proprio nome, ora si facevano chiamare «Yi He Tuan», cioè «Bande della Giusta Armonia» - era diventata un'organizzazione volontaria di confine tra lo Shantung e il Chi li – la provincia intorno a Pechino - e il governatore dello Shantung, Chang Ju-mei, aveva comunicato al governo che intendeva incorporarli nella milizia locale. Ma i primi accenni di parte occidentale all'attività dei Boxer paiono risalire solo al maggio 1899, in seguito ai primi moti anticristiani. Da allora gli attacchi sferrati contro le missioni, i convertiti cinesi e i bianchi andarono aumentando e, quando il 31 dicembre 1899 venne ucciso un missionario protestante inglese, il corpo diplomatico cominciò a preoccuparsi. Vennero fatti passi congiunti presso lo Tsung-li Yamen - il ministero degli Esteri cinese - il 27 gennaio 1900, il 27 febbraio, il 5 e il 16 marzo e infine il 3 aprile chiedendo la messa fuori legge dei Boxers.
Nel giugno 1900 i boxer attaccarono il Quartiere delle legazioni a Pechino, assedio sostenuto anche da reparti dell'esercito regolare con il tacito consenso dell'imperatrice Cixi. I membri dei Gruppi di giustizia e concordia erano chiamati semplicemente «Boxer» dagli occidentali, per via della presenza della parola «pugno» (拳，Quan) nel nome originale. Man mano che le violenze e gli eccidi di convertiti aumentavano, i dispacci inviati in Europa si infittivano e, già il 7 marzo, i ministri plenipotenziari occidentali avevano suggerito ai rispettivi governi una dimostrazione navale congiunta per premere sul governo cinese. Washington, Berlino e Roma accettarono e stabilirono l'invio di navi a Ta ku, il porto più vicino alla capitale; Parigi mise le proprie in preallarme e, davanti a questi movimenti, anche Londra stabilì di mandare un paio di unità. A questo si aggiunse la spaventata e molto soggettiva interpretazione dei fatti fornita ai diplomatici occidentali il 19 maggio dal vescovo cattolico francese Favier, il quale aveva concluso il suo rapporto chiedendo 50 uomini per proteggere il Pei T'ang, la Cattedrale. L'indomani erano stati trovati affissi per le vie dei manifesti in cui i Boxer annunciavano l'inizio del massacro degli stranieri il primo giorno della quinta luna; ma a ben vedere, se negli ultimi cinque mesi erano piovute minacce contro i «diavoli occidentali», dopo la morte del missionario inglese c'era stato solo il ferimento leggero d'un impiegato francese e null'altro.
Allarmati da questi segnali di pericolo, il 28 maggio i diplomatici avevano però stabilito di chiamare truppe e ne avevano informato lo Tsung li Yamen. Questo, molto a malincuore, aveva dato il permesso formale; ma il ministro francese Pichon aveva già mandato ordini in tal senso a Ta ku. In realtà c'era nell'aria una forte tensione, ma non si parlava ancora di sollevazione e forse non sarebbe neanche scoppiata senza il richiamo dei reparti adibiti alla guardia alle legazioni. La notizia di esso inasprì gli animi. Il 31 un gruppo di ingegneri ferroviari francesi e belgi venne aggredito a cinquanta chilometri da Tientsin: quattro furono uccisi alcuni altri feriti e si ritenne il fatto – non a torto – un'ulteriore conferma del pericolo in cui versavano gli Occidentali.

### L'intervento internazionale

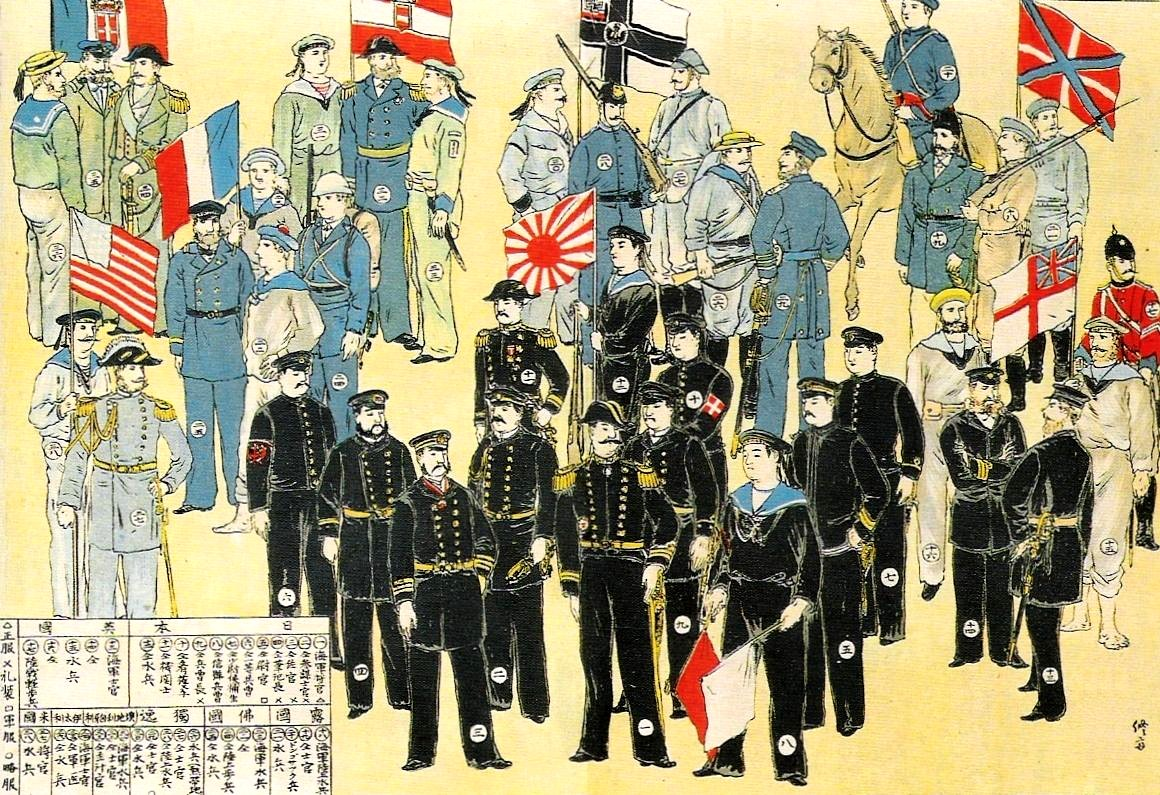
Militari delle potenze durante la ribellione dei Boxer, con le proprie bandiere navali, da sinistra a destra: Italia, Stati Uniti, Terza Repubblica francese, Impero austro-ungarico,
Impero giapponese, Impero tedesco, Impero britannico, Impero russo. Stampa giapponese, 1900.

Il 1º giugno cominciarono ad arrivare i distaccamenti di una spedizione internazionale guidata da un sodalizio chiamato "alleanza delle otto nazioni": le navi europee, giapponesi e americane al largo dei Forti Taku fecero arrivare un contingente di 436 marinai (75 russi, 75 inglesi, 75 francesi, 60 statunitensi, 50 tedeschi, 41 italiani, 30 giapponesi e 30 austriaci) a Pechino per proteggere le rispettive delegazioni. Il 10 giugno l'ammiraglio britannico Seymour comunicò a Londra da Taku che sarebbe partito quella mattina stessa per Pechino con i 2 000 marinai del secondo contingente occidentale – tra cui un altro contingente di marinai italiani. Come forze erano più dimostrative che altro; ma il loro movimento verso Pechino aveva preoccupato il popolo, esacerbato i Boxer e intimorito il Governo, il quale, già xenofobo di per sé, come era logico non gradiva certo la presenza di militari stranieri armati nella propria capitale.
L'11 giugno venne avvistato il primo Boxer, vestito con il suo abito caratteristico, nel quartiere delle legazioni. Il ministro tedesco Clemens von Ketteler e i soldati tedeschi catturarono un ragazzo Boxer e lo giustiziarono senza motivo. Come risposta, migliaia di Boxer irruppero nella città di Pechino lo stesso pomeriggio e bruciarono la maggioranza delle chiese e delle cattedrali cittadine, bruciando vive alcune persone. I soldati dell'ambasciata britannica e delle legazioni tedesche spararono e uccisero alcuni Boxer, inimicandosi la popolazione della città.

### Il ruolo del governo e le conseguenze
Il governo della dinastia Qing rappresentato dall'imperatrice Cixi si rivelò di fatto impotente; la governante viveva in un continuo clima di sospetto, che la portava a temere tutti, compresi i cinesi nazionalisti (per i quali, in effetti, i sovrani mancesi erano una dinastia di usurpatori stranieri); Cixi odiava però di più gli europei e le loro «diavolerie moderne»: non per caso, all'interno della Città Proibita erano vietati il telefono e l'uso delle biciclette. Anche se il governo Qing condannò formalmente le azioni violente, non ne perseguì dunque i responsabili e, anzi, dopo l'inizio dell'assedio alle legazioni, il 20 giugno 1900 dichiarò guerra alle otto potenze.
La situazione infatti, fattasi sempre più tesa, giunse infine al punto di rottura proprio in quella giornata, quando la stessa imperatrice cinese Cixi spinse i Boxer ad attaccare e assediare il quartiere di Pechino dov'erano insediate le delegazioni straniere. Chi salvò la situazione dal disastro totale furono i viceré cinesi, che riuscirono a impedire l'estensione delle ostilità al di fuori delle regioni settentrionali. Li Hung-chang, uno dei tre viceré delle provincie meridionali, di propria iniziativa all'inizio delle ostilità aveva telegrafato ai diplomatici cinesi all'estero che i combattimenti a Taku non erano scoppiati per ordine del trono e che di questo bisognava informare i governi occidentali e domandare loro una tregua per una soluzione negoziata del conflitto.
Quando poi da Pechino venne la dichiarazione di guerra, Li e i suoi due colleghi Chang Chih-tung e Liu K'un-i, decisero di ignorarla, interpretando la frase che nel decreto del 20 giugno ordinava ai viceré di «unirsi per proteggere i loro territori» nel senso di scegliere la via migliore per salvaguardare le provincie a cui erano preposti. E quale modo migliore del restare inattivi e in pace? La stessa strada fu seguita dal viceré dello Shantung (Shandong) - Yüan Shih-k'ai - e in questo modo tutti e quattro riuscirono a tener lontana la guerra dai loro territori e a dare consistenza alla tesi, successivamente sostenuta dal Governo cinese, che l'assedio delle legazioni era stata un'iniziativa dei Boxer in rivolta contro la dinastia, alla quale oltretutto erano sfuggite di mano pure gran parte delle forze regolari stanziate fra Taku e Pechino.
Stabilito questo atteggiamento e allacciate relazioni più o meno formali con le Potenze, ben liete dal canto loro di poter circoscrivere i combattimenti alla zona fra il mare e Pechino, i viceré cominciarono a farsi sentire nella capitale; ma non ottennero nulla. L'entrata a Pechino del corpo di spedizione internazionale indusse il 14 agosto 1900 l'imperatrice vedova Cixi, l'Imperatore, e i più alti ufficiali a fuggire dal Palazzo Imperiale per Xi'an, da dove inviarono Li Hongzhang per le trattative di pace.
Il governo cinese fu costretto a dare un indennizzo alle vittime e a fare altre concessioni: il quartiere delle legazioni, al centro della capitale, viene ingrandito e vietato ai residenti cinesi; esso venne posto sotto il controllo permanente delle truppe straniere, al pari di dodici punti sulle vie di accesso da Pechino al mare. Inoltre il principe Duan fu mandato in esilio nel più profondo della Cina, a 4 000 chilometri dalla capitale, nella zona di Kashgar. Vari responsabili del massacro di Pechino furono autorizzati dall'imperatrice a suicidarsi. Altre riforme successive alla crisi del 1900 causarono, almeno in parte, la fine della dinastia e la nascita della Repubblica Cinese che mantenne il controllo del continente fino al 1949, per poi controllare, come ancora oggi, la sola Taiwan più alcune piccole isole minori.

## Cronologia degli eventi

### L'assedio delle legazioni

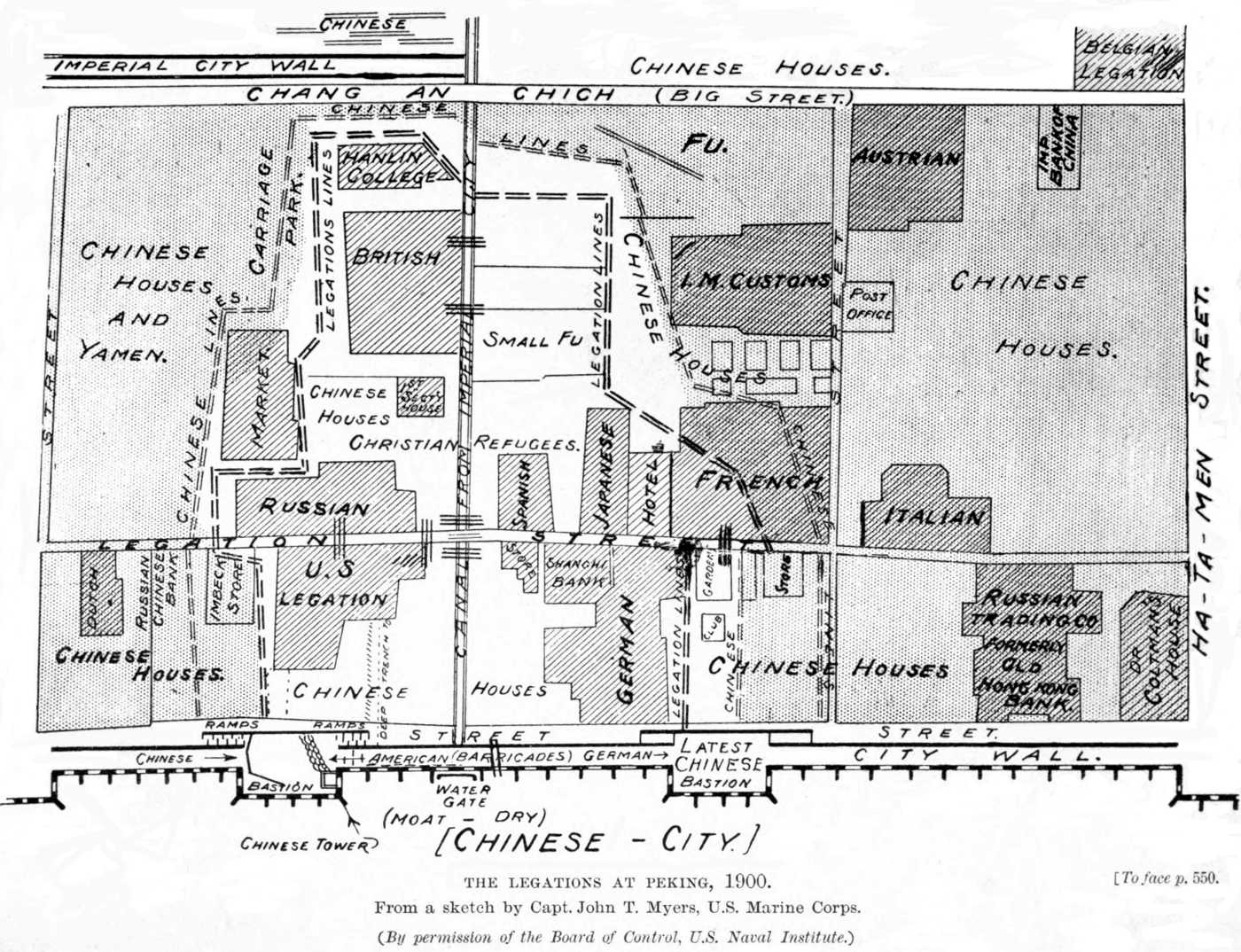
Ubicazione delle legazioni diplomatiche straniere e delle prime linee durante l'assedio di Pechino.

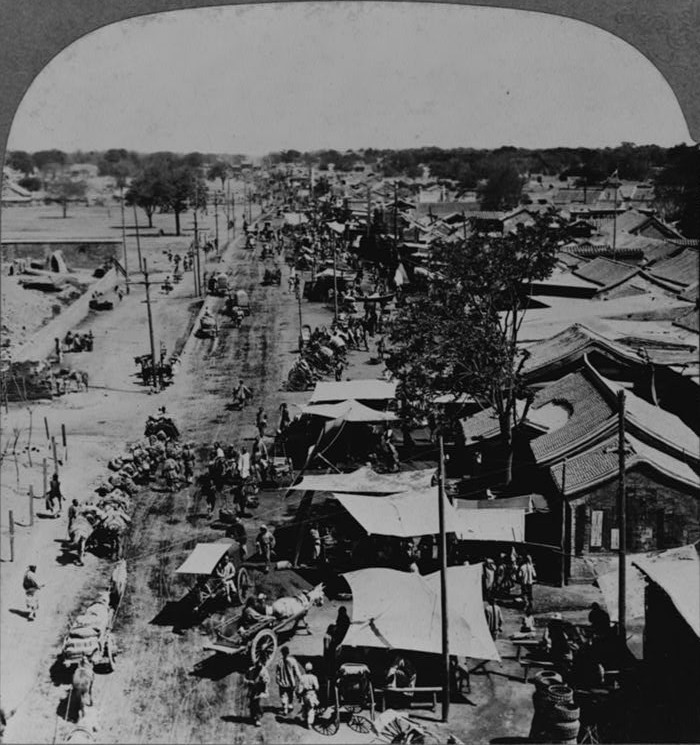
Scena del delitto del barone von Ketteler, che ha segnato l'inizio dei «55 giorni di Pechino». Fotografia scattata intorno al 1902.

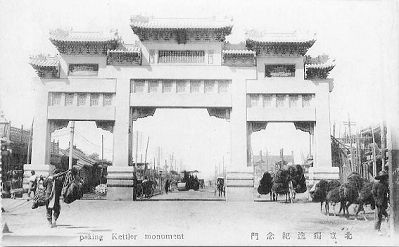
Per volere della Germania fu eretto, fra il 1901 e il 1903, nel luogo dell'assassinio, a Pechino, un arco di trionfo (in foto: Ketteler-Denkmal) con le scritte in latino, tedesco e cinese in ricordo del barone von Ketteler. Poco prima che la Germania firmasse l'armistizio al termine della Grande Guerra il monumento fu abolito, ricollocato in nuova sede e rinominato Arco per la protezione della Pace. Attualmente è ancora esistente e visibile.

Le legazioni di Regno Unito, Francia, Germania, Italia, Austria-Ungheria, Spagna, Belgio, Paesi Bassi, Stati Uniti, Russia e Giappone si trovavano nel quartiere delle legazioni di Pechino a sud della Città Proibita. Ricevuta la notizia dell'attacco ai forti di Taku il 19 giugno, l'imperatrice ordinò immediatamente alle legazioni che i diplomatici e tutti gli altri stranieri avrebbero dovuto abbandonare Pechino sotto la scorta dell'esercito cinese entro 24 ore.
La mattina successiva il plenipotenziario tedesco, barone Klemens Freiherr von Ketteler, fu ucciso per le strade di Pechino da un capitano Manciù. Gli altri diplomatici temevano che sarebbero stati uccisi anch'essi se avessero lasciato il quartiere delle legazioni, e così non rispettarono l'ordine cinese di abbandonare Pechino. Il 21 giugno l'imperatrice Cixi dichiarò guerra a tutte e otto le potenze straniere.
L'esercito regolare cinese e i Boxer assediarono il quartiere delle legazioni per 55 giorni, dal giugno al 14 agosto 1900; in esso trovarono rifugio 473 civili stranieri (di cui 149 donne e 79 bambini), 451 soldati di otto Paesi diversi (il gruppo proveniente da Tianjin era riuscito ad arrivare poco prima) e oltre 3 000 cinesi convertiti al cristianesimo con i loro servitori. Dall'altra parte della Città Proibita, nella cattedrale cattolica di Beitang, Monsignore Alphonse Favier, vicario apostolico di Pechino, assieme a 3 500 membri della comunità cristiana cinese, riuscì a resistere grazie all'aiuto di soli 43 marinai francesi e italiani.

### Il discorso di Guglielmo II
Il kaiser Guglielmo II pronunciò un esplicito invito a radere al suolo Pechino per vendicare il barone von Ketteler e, nel salutare a Brema, il 27 luglio 1900, il contingente tedesco in partenza per la spedizione punitiva internazionale, così l'arringava:
(Citato in J. Osterhammel, Storia della Cina moderna. Secoli XVIII-XX, Einaudi, Torino 1992, pagina 321)

### La spedizione internazionale

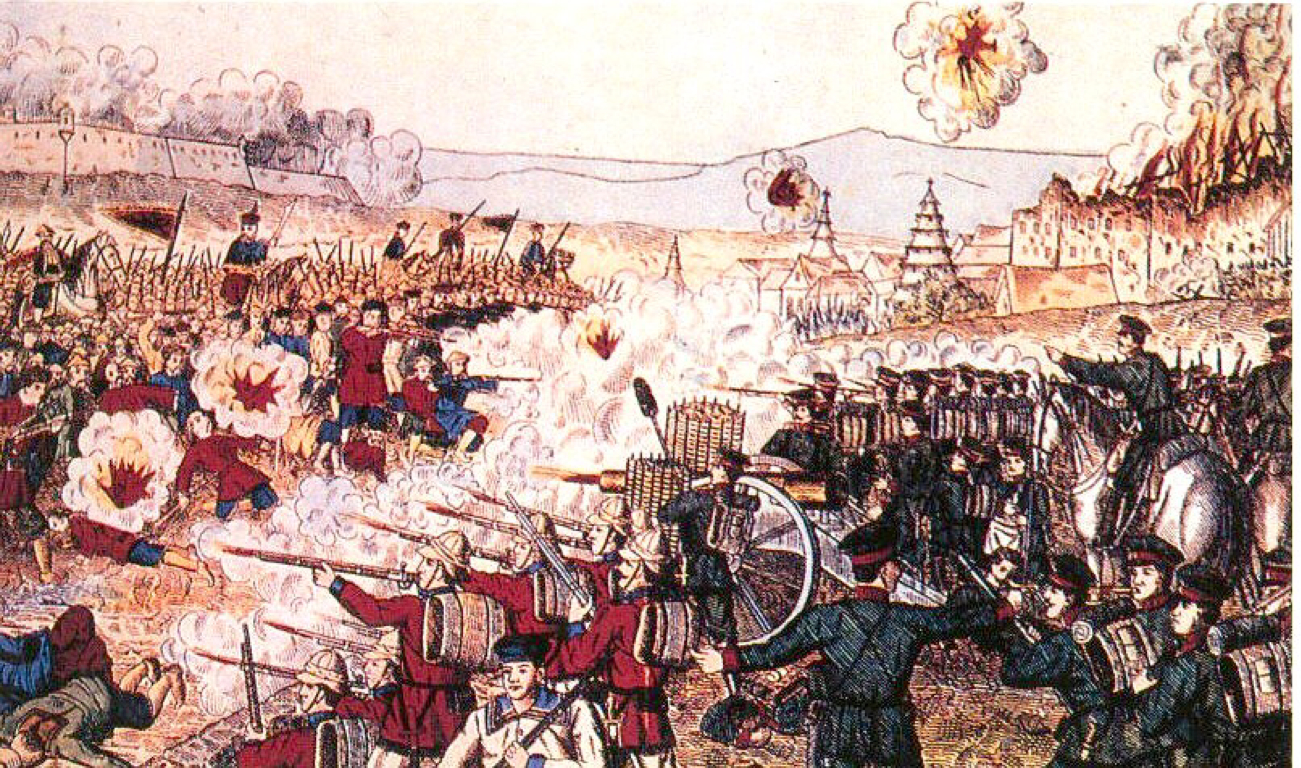
Soldati inglesi e giapponesi combattono contro le forze cinesi nella battaglia di Tientsin.

Il 4 agosto una forza di soccorso, chiamata Alleanza delle otto nazioni, marciò da Tientsin verso Pechino. Era composta da circa 18 000 uomini (4 300 fanti russi (cosacchi e artiglieria), 8 000 fanti giapponesi, 3 000 britannici, per lo più fanteria, cavalleria e artiglieria di stanza in India, soldati e marine con artiglieria e una brigata francese di 800 uomini, provenienti dall'Indocina con artiglieria).

### La conquista di Pechino
Mentre parte del corpo di spedizione cercava di ripulire le sacche di resistenza intorno a Tianjin, massacrando i civili quando i Boxer riuscivano a eclissarsi, il «corpo di liberazione», al comando del generale inglese Gaselee, lasciava Tianjin e marciava su Pechino incontrando una debole resistenza. Il 13 agosto le truppe delle otto nazioni si trovavano sotto le mura della capitale e l'indomani giapponesi, americani, francesi, russi e inglesi, suddivisi in quattro colonne, lanciarono l'attacco finale, preceduto dal fuoco di tutte le artiglierie.
Vinta l'ultima resistenza, entrarono in città lo stesso 14 agosto 1900, liberando le legazioni e la cattedrale di Beitang. L'imperatrice vedova Cixi, travestita da contadina, fuggì con l'Imperatore e i più alti ufficiali dal Palazzo imperiale per Xi'an, e inviarono Li Hongzhang per le trattative di pace. Nell'assedio persero la vita 76 combattenti (altri 150 avevano riportato ferite) e 6 bambini stranieri e qualche centinaio di cristiani cinesi; le perdite furono ben più gravi per gli assedianti.

### I saccheggi e le violenze degli stranieri

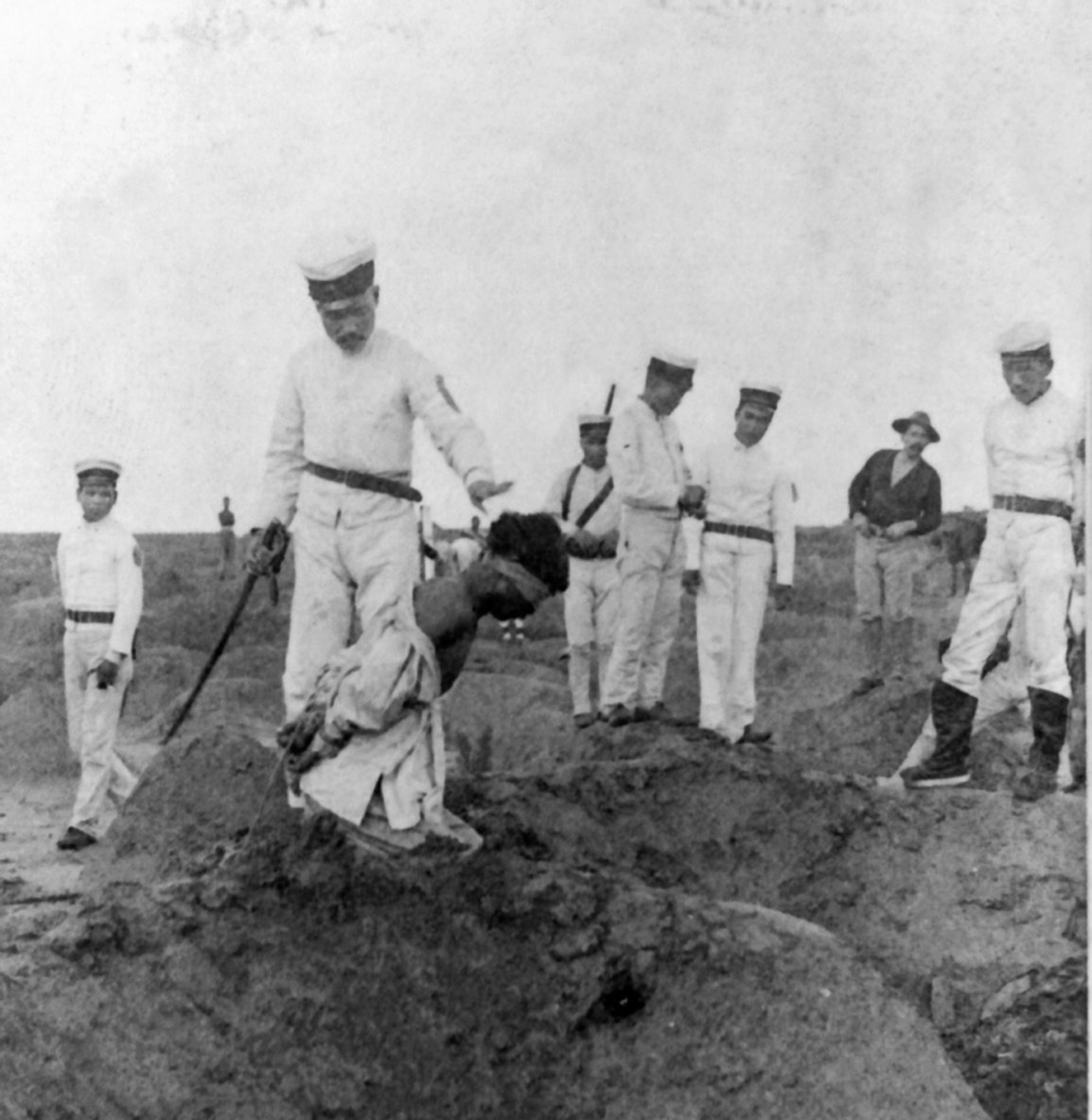
I giapponesi decapitano un presunto Boxer

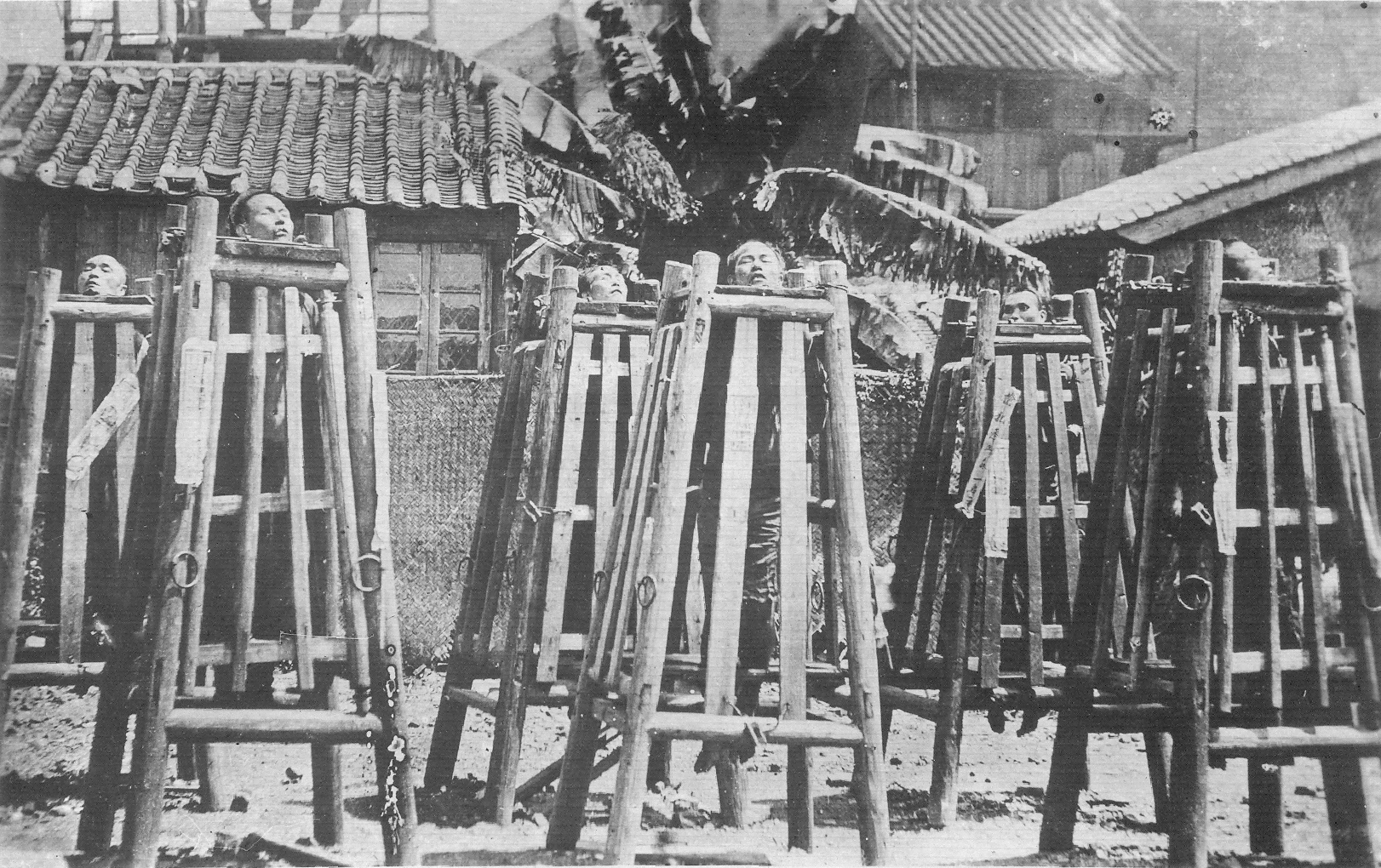
Esecuzione di Boxer dopo la ribellione

Subito dopo la liberazione degli assediati le forze internazionali procedettero alla spartizione della capitale. I partecipanti all'alleanza delle otto nazioni furono responsabili del saccheggio di molti manufatti storici di origine cinese, come quelli che si trovavano nel Palazzo d'Estate, e istigarono l'incendio di molti importanti edifici cinesi nel tentativo di sbaragliare i ribelli Boxer:
(Kenneth G. Clark. THE BOXER UPRISING 1899 - 1900. Russo-Japanese War Research Society)
In questa fase, secondo tutte le fonti, il comportamento dei vincitori toccò il culmine della crudeltà. Così riferiscono Marianne Bastide, Marie-Claire Bergère e Jean Chesneaux:
(Marianne Bastide, Marie-Claire Bergère e Jean Chesneaux, La Cina, vol. II, Dalla guerra franco-cinese alla fondazione del Partito comunista cinese, 1885-1921, Einaudi, Torino 1974, pagina 118.)
Inviato di Le Figaro in Cina, il celebre scrittore Pierre Loti confermava nei suoi articoli «la smania di distruzione e la furia omicida» contro l'infelice «Città della Purezza»:
(Pierre Loti, Les Dernièrs jours de Pékin, Calmann-Lévy, Parigi 1901, pagine 75-76.)
Il generale Chaffee, dal canto suo, riferiva ai giornalisti che si poteva seriamente affermare:
(Peter Fleming, La rivolta dei boxers, Dall'Oglio, Varese 1965, pagina 359.)
Il saccheggio di Pechino, con il suo codazzo di uccisioni, durò ancora per molti mesi, mentre ciascun contingente accusava gli altri di rapacità e sosteneva, per proprio conto, di avere le mani nette. A questo scaricabarile poneva drasticamente fine il feldmaresciallo Alfred von Waldersee, comandante del contingente tedesco:
(Citato in Peter Fleming, La rivolta dei boxers, Dall'Oglio, Varese 1965, pagine 344-345.)
Il contingente italiano prese parte, con gli altri contingenti, a stragi, a saccheggi, a incendi di interi abitati, alla decapitazione pubblica di Boxer o presunti tali. La stessa relazione ufficiale del Ministero per la Guerra non nascondeva, per esempio, che dalla spedizione su Pao-ting («una delle più gravi rappresaglie compiute dagli alleati sulla popolazione cinese») e dalla conseguente occupazione della banca e la confisca del suo intero deposito, agli italiani toccò, come quota del bottino, la cifra di 26 000 dollari.
Il tenente medico Messerotti Benvenuti scattò delle fotografie il 22 dicembre 1900 a Pechino sulla decapitazione di un cinese sospettato di aver preso parte all'assassinio di un soldato italiano. Cinque immagini che così il medico commentava: «Sarò d'animo cattivo, ma ti assicuro che il triste spettacolo, sebbene condotto in modo barbaro dal boia cinese e dai suoi aiutanti, non mi ha fatto quell'impressione che temevo di riportarne. Forse perché ero convinto della colpevolezza dell'individuo e della giustezza della punizione». Tra i suoi ricordi anche questa modesta poesiola che la dice lunga sulla pratica più diffusa dal corpo di spedizione:
(Messerotti Benvenuti, Un italiano nella Cina dei boxer. Lettere e fotografie, 1900-1901, a cura di N. Labanca, Associazione Giuseppe Panini Archivi Modenesi, Modena 2000, pagina 56)

### Il "protocollo dei Boxer" e la fine
Nel settembre 1901 l'imperatrice Cixi fu costretta a firmare il Protocollo dei Boxer, che impose alla Cina una pesante indennità di guerra: 450 milioni di tael (un tael per ciascuno dei 450 milioni di cinesi), pari a 67,5 milioni di sterline dell'epoca, garanzia per il ripristino delle dogane, che del resto erano già in mano agli occidentali dal 1859. Le riparazioni di guerra sarebbero state pagate in oro in trentanove annualità e con gli interessi, e sarebbero state pari a 982 238 150 tael, interessi (4% all'anno) inclusi. La Cina pagò 668 661 220 tael d'argento dal 1901 al 1939, equivalenti a circa 61 miliardi di dollari americani a parità di potere d'acquisto.
Le potenze alleate che avevano partecipato alla spedizione imposero alla Cina un indennizzo per le spese di guerra sostenute. Si trattava di una cifra assolutamente gravosa: 450 milioni di Haikvan taels d'argento, pari a 1 687 500 000 lire dell'epoca. Di questa somma spettavano all'Italia 26 617 000 taels, pari a circa 99 813 768 lire.

## Le forze internazionali

### Regno d'Italia

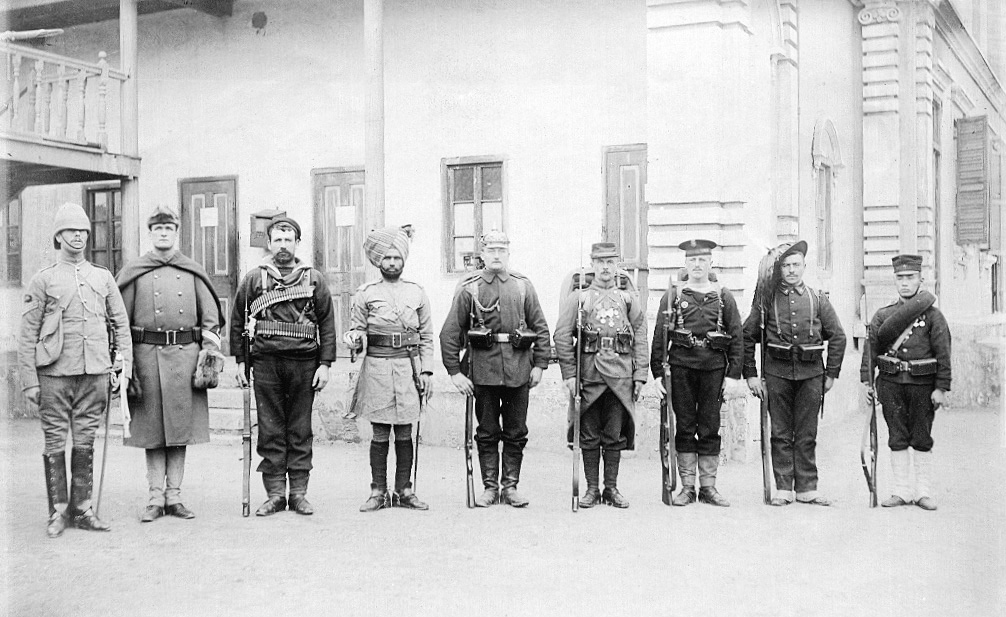
Truppe dell'Alleanza delle otto nazioni nel 1900. Da sinistra: Gran Bretagna, Stati Uniti, Australia, India britannica, Germania, Francia, Austria-Ungheria, Italia, Giappone.

All'inizio di giugno alcuni reparti dell'esercito italiano sbarcarono in Cina, seguito successivamente da un corpo di spedizione italiano in Cina, che partecipò alla difesa del quartiere delle legazioni e a quella della Cattedrale Cattolica, il Beitang facendo meritare la Medaglia d'oro al valor militare ai due comandanti, Federico Tommaso Paolini (nelle Legazioni) e Angelo Olivieri (nel Beitang); un plotone sbarcato dalla Regia Nave Calabria e al comando del tenente di vascello Sirianni che proseguì con la colonna Seymour, mentre un altro, più piccolo, di 20 marinai e comandato dal sottotenente di vascello Ermanno Carlotto – medaglia d'oro alla memoria – prese parte alla difesa di Tientsin, che permise di tener aperta la strada di Pechino alle forze occidentali in via di concentrazione. Infine un plotone da sbarco, al comando del tenente di vascello Giambattista Tanca, fu all'attacco e presa dei forti di Taku sulla costa.
Al largo restava la Forza Navale Oceanica italiana, affidata al contrammiraglio Camillo Candiani da cui si attinsero uomini per costituire un Battaglione Marinai.

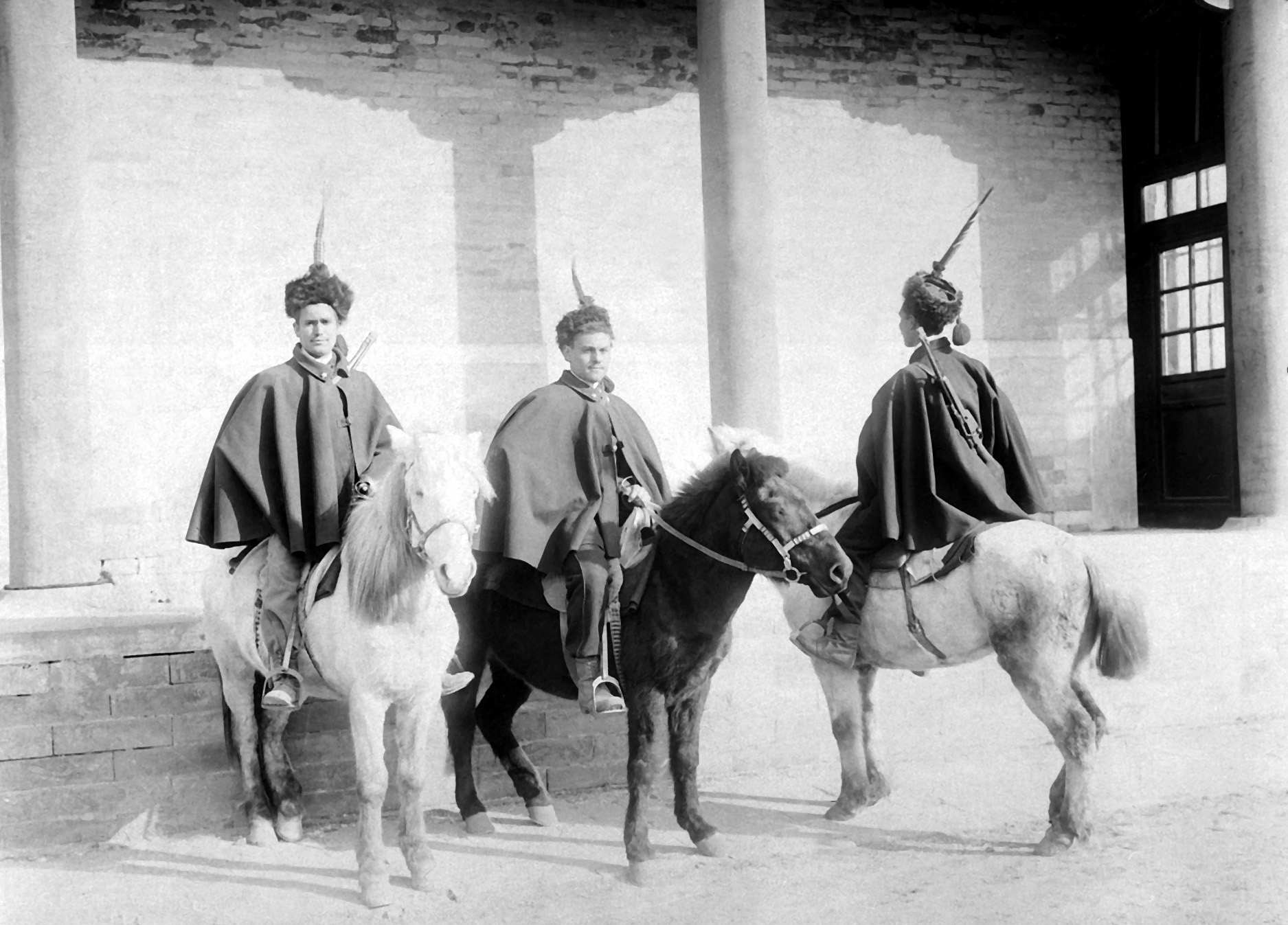
Fanteria montata italiana a Tientsin nel 1900.

Arrivarono poi le forze di terra, definite ufficialmente Regie Truppe Italiane nell'Estremo Oriente: il I battaglione di fanteria, il I Bersaglieri, una batteria d'artiglieria da montagna, un plotone cavalleggeri esplorante, una batteria mitragliatrici, un distaccamento misto del Genio, un Ospedaletto da Campo, un drappello di Sussistenza e una sezione Carabinieri Reali, per un complesso di 1 965 uomini (83 ufficiali e 1 882 soldati) e 178 quadrupedi, al comando del colonnello Garioni e gli effettivi italiani in Cina salirono da 578 a 2 543, su 65 610 delle forze internazionali ed operarono per un anno, sia nell'entroterra, sia nell'allargamento dell'occupazione sulla costa, prendendo il 2 ottobre i forti di Shan hai kwan, Pei Ta Ho e Shu Kwan Tao, località costiere per le quali passava la linea ferroviaria da Tientsin alla Manciuria, rientrando rapidamente dopo aver lasciato a Shan hai kwan un distaccamento della Regia Marina.
È doveroso ricordare il contributo dell'allora Capitano dell'8º bersaglieri Eugenio Di Maria che, nel combattimento di Kun an Sien del 1 e 2 novembre 1900, fu decorato di medaglia d’argento al valor militare.
Agli italiani vennero affidate diverse missioni per smorzare le ultime resistenze all'interno della Cina. Si ricorda quella del 2 settembre, consistente nell'espugnare i forti di Chan-hai-tuan: un incarico particolarmente gravoso, se si considera che già altri reparti vi si erano cimentati invano, e che nel frattempo agli assediati erano giunti due squadroni di cavalleria di rinforzo. Gli italiani annoveravano 470 uomini su tre compagnie, due di bersaglieri e una di marinai, e malgrado l'inferiorità numerica degli attaccanti il nemico fu costretto dopo tre assalti a ritirarsi, abbandonando persino le armi per correre più velocemente. In un'altra circostanza i francesi, in segno di spregio agli ordini del feldmaresciallo tedesco Alfred Graf von Waldersee, avevano occupato il villaggio di Paoting-fu, che era stato affidato al controllo degli italiani e dei tedeschi, prima ancora che questi potessero giungervi. Il colonnello Garioni però, per nulla disposto a subire l'affronto senza reagire, una notte, alla testa di 330 uomini, riuscì ad introdursi a Cunansien, una cittadina in quel momento assediata dai francesi, e ad issare il tricolore nella sua piazza principale. Al termine delle operazioni l'Italia ottenne in perpetuo, a decorrere dal 7 giugno 1902, 457 800 m² che costituirono la concessione italiana di Tientsin.

### Impero austro-ungarico
Come membro delle nazioni Alleate, la marina austro-ungarica inviò due navi scuola e gli incrociatori Kaiserin und Königin Maria Theresia, Kaiserin Elisabeth, Aspern, e Zenta e una compagnia di marine verso la costa settentrionale cinese nell'aprile 1900, con base nella concessione russa di Port Arthur. In giugno aiutarono a tenere la ferrovia del Tianjin contro le forze dei Boxer, e aprirono il fuoco contro diverse giunche sul fiume Hai nei pressi di Tong-Tcheou.
Presero inoltre parte alla conquista dei Forti di Taku, che dominano i dintorni di Tianjin, e all'arrembaggio e cattura di quattro cacciatorpediniere cinesi da parte del capitano Roger Keyes del Fame. Dopo la ribellione un incrociatore venne mantenuto permanentemente in Cina (presso il porto fortificato di Tsingtao, colonia della Germania) e un distaccamento di fanti di marina venne dispiegato all'ambasciata di Pechino. Il tenente Georg Ritter von Trapp venne decorato per il coraggio mostrato a bordo della Kaiserin und Königin Maria Theresa durante la Ribellione.

## La percezione nella Cina contemporanea
Questo evento è stato ampiamente associato dai cinesi nel mondo con l'odio e l'aggressione straniera. I fatti sono stati trasposti diverse volte al cinema.
Nel gennaio 2006, Freezing Point, un supplemento settimanale al giornale China Youth Daily, fu chiuso in parte a causa della pubblicazione di un saggio di Yuan Weishi, un professore di storia alla Università dello Zhongshan, che criticava il modo in cui la Rivolta dei Boxer e la storia del XIX secolo riguardo l'interazione straniera con la Cina è ora ritratta nei libri di testo cinesi e insegnata a scuola.

## Cultura di massa
- Ispirato alla vicenda è il film Attack on a China Mission del 1900 diretto da James Williamson.
- Il romanzo d'avventura Le stragi della China di Emilio Salgari (pubblicato anche col titolo Il sotterraneo della morte) è ambientato in Cina durante la ribellione dei Boxer.
- Liberamente ispirato alla vicenda è il film 55 giorni a Pechino, girato nel 1963 da Nicholas Ray ed interpretato tra gli altri da David Niven, Charlton Heston, Ava Gardner. Le ambientazioni della Pechino imperiale sono state ricostruite in Spagna, mentre i nomi di alcuni personaggi (come l'ambasciatore tedesco, la cui uccisione darà il via all'assedio delle delegazioni straniere, e il comandante delle forze della coalizione) sono stati cambiati rispetto ai reali.
- Il tenente Georg Ludwig von Trapp, decorato per il coraggio mostrato a bordo della Kaiserin und Königin Maria Theresa, fu reso famoso dal musical The Sound of Music.
- Nell'ottobre 2011 la Sergio Bonelli Editore pubblica il fumetto Shanghai Devil, interamente scritto da Gianfranco Manfredi, una miniserie di 18 numeri che narra della Rivolta dei Boxer.